# Манджиев, Эрдни Чудитович
Эрдни́ Чуди́тович Манджи́ев (1923 год, Кануково, Лаганский улус, Астраханская область, РСФСР, СССР — 1974 год, Элиста, Калмыцкая АССР, РСФСР, СССР) — калмыцкий общественный деятель, Председатель Совета Министров Калмыцкой АССР (1967—1974), депутат Верховного Совета СССР VIII созыва (1970—1974).

## Биография
Родился в селе Кануков Лаганского улуса Астраханской губернии. До Второй мировой войны обучался в Педагогическом училище Астрахани. После начала войны его направили в Новочеркасское артиллерийское училище, которое он закончил в сентябре 1942 года в звании лейтенанта. Был командиром взвода 110-й Калмыцкой кавалерийской дивизии в составе Северной группы войск Закавказского фронта. С 28 сентября 1942 года воевал в составе 30-й Краснозвёздной кавалерийской дивизии. Был командиром взвода 133-го кавалерийского полка в составе 4-го Кубанского гвардейского кавалерийского полка Северо-Кавказского фронта. Позднее был командиром взвода 36-го кавалерийского полка 10-й кавалерийской дивизии. В январе 1943 года получил ранение. После госпиталя в сентябре 1943 года был отправлен командиром взвода 9-го кавалерийского полка 3-й гвардейской дивизии.
В январе 1944 года получил тяжёлое ранение во время сражения на территории Белоруссии. Ранение лечил в Ташкенте. После госпиталя был признан негодным к военной службе и его назначили командиром взвода Ташкентского пулемётного училища. В январе 1946 года после расформирования военного училища он получил статус спецпереселенца и стал проживать в городе Фрунзе Киргизской ССР, где работал зоотехником. Был главным зоотехником Ошского областного управления сельского хозяйства по коневодству. За свою деятельность получил медаль «Знак почёта» в 1956 году.
В начале 1957 году прибыл в Элисту, где стал заниматься партийной деятельностью. В 1960 году был избран Первым секретарём Яшкульского райкома партии и в 1962 году был назначен заведующим отдела сельского хозяйства обкома КПСС. В 1967 году был избран Председателем Совета министров Калмыцкой АССР. В 1970 году был избран депутатом Верховного Совета СССР VIII созыва.

## Награды
- Орден Красной Звезды;
- Знак почёта (1956).

## Источник
- Павел Годаев, Один из калмыцких «трёх богатырей», Аргументы Калмыкии, № 12 (15) от 8 мая 2013 года